# Patito feo: El juego más bonito
Patito Feo: El juego más bonito es un videojuego de aventuras basado en la telenovela musical Patito Feo, lanzado exclusivamente para PlayStation Portable y desarrollado por Tonika Games, en colaboración con Sony Interactive Entertainment y Elastic Rights. Fue publicado el 4 de noviembre de 2010 en España, Italia y Portugal.
Sony Interactive Entertainment realizó un casting el 11 de septiembre de 2010 en el IES Ramiro de Maeztu de Madrid, para escoger a 30 niños y niñas de entre 11 a 16 años de edad, que protagonizarían el spot de televisión del videojuego.
El 10 de diciembre de 2010 recibió el premio a "Mejor Producto Del Año”, otorgado por Televisa. Debido al éxito de la serie, el 23 de diciembre de 2010 se realizó un concurso Singstar Live en la plaza de Felipe II de Madrid, donde los asistentes interpretarían canciones de Patito Feo y competirían por ganar una copia del videojuego.
Patito Feo: El juego más bonito es distribuido tanto solo el juego (UMD para PSP), o el juego en pack especial con la consola, además de la edición para coleccionistas junto con la grabación especial de la gira Patito Feo: El Musical con Laura Esquivel. El videojuego incluye tres postales de regalo y códigos de acceso a contenido exclusivo en la página web oficial de la serie.

## Jugabilidad
El videojuego presenta la música como elemento fundamental donde el jugador, mediante pruebas variadas, podrá interactuar con 14 temas pertenecientes a la banda sonora de la serie, tales como «Un Rincón Del Corazón», «Y Ahora Qué», «Las Divinas», «Tango Llorón» y «Amigos Del Corazón», entre otros, interpretados por Brenda Asnicar y Laura Esquivel. Permite realizar coreografías o tocar instrumentos entre los que se encuentran la batería, la guitarra o el teclado, posibilitando al jugador elaborar sus propias composiciones, las cuales podrá compartir simultáneamente hasta con tres sistemas PSP conectados.
Cada jugador podrá crear su propio personaje y a través de sus decisiones, elegir formar parte del grupo de Las Divinas o de Las Populares, permitiéndole seguir la trama de Patito Feo. A medida que la historia avanza, el jugador desbloqueará escenarios relacionados con el universo de la serie, modos de juego, canciones, objetos coleccionables y vestuario. La conexión entre distintos sistemas PSP permite intercambiar más de 400 artículos con otros jugadores, al igual que bailar y tocar las canciones de la serie en modo cooperativo.

## Trama
Patito Feo: El juego más bonito se desarrolla en el Pretty Land School of Arts, escuela donde transcurre la trama de Patito Feo. El jugador ingresará como nuevo alumno y tendrá que decidir si quiere pertenecer al grupo de Las Divinas, lideradas por Antonella o de Las Populares, lideradas por Patito, quienes competirán por representar al colegio en el intercolegial de comedia musical.
La historia y los personajes del juego están basados en la primera temporada de la serie homónima, el jugador se verá inmerso en una trama de aventuras para lograr integrarse en el grupo Las Divinas o de Las Populares. Las acciones que realice el jugador lo llevarán a acercarse a uno u otro grupo, accediendo a contenidos diferentes. El jugador deberá fomentar las amistades entre las protagonistas de la serie y conseguir unir ambos grupos, poniendo a prueba sus conocimientos del universo de Patito Feo.

## Historial de lanzamientos
| País     | Título                                | Fecha                  | Formato |
| -------- | ------------------------------------- | ---------------------- | ------- |
| España   | Patito Feo: El juego más bonito       | 4 de noviembre de 2010 | PSP     |
| Italia   | Il Mondo Di Patty: Il gioco più bello | 4 de noviembre de 2010 | PSP     |
| Portugal | O Mundo De Patty: O jogo mais bonito  | 4 de noviembre de 2010 | PSP     |